# Steve Darrell
Steve Darrell (* 19. November 1904 in Osage, Iowa, USA als Darryl Eugene Horsfall; † 14. August 1970 in Hollywood, Kalifornien) war ein US-amerikanischer Schauspieler.
Darrell übernahm 1938 seine ersten Filmrollen in den Gangsterfilmen Chicago – Engel mit schmutzigen Gesichtern und Allein gegen die Unterwelt. Danach spielte er überwiegend in Westernfilmen und Fernsehserien mit. Darrells bekannteste Westernfilme waren Zorro im Wilden Westen, Schüsse in New Mexico, Die Furchtlosen und Pulverdampf und heiße Lieder. Bekannte Western-Fernsehserien, in denen er mitwirkte, waren Rauchende Colts, Tales of Wells Fargo und Tausend Meilen Staub. Darrell übernahm auch Rollen in anderen Filmen, so z. B. in Cannibal Attack, Blut im Schnee und Tarantula.
In Vor- und Abspann wurde er häufig nicht genannt oder unter dem Namen Stevan Darrell.
Darrell starb an einem Gehirntumor.

## Filmografie (Auswahl)
- 1938: Chicago – Engel mit schmutzigen Gesichtern (Angels with Dirty Faces)
- 1939: Allein gegen die Unterwelt (Blackwell’s Island)
- 1948: Todeszelle Nr. 5 (I Wouldn't Be in Your Shoes)
- 1949: Gespensterreiter (Riders in the Sky)
- 1949: Abandoned
- 1950: Der letzte Freibeuter (Last of the Buccaneers)
- 1950: I Was a Shoplifter
- 1950: Mississippi-Express (Rock Island Trail)
- 1951: Das Schwert von Monte Christo (The Sword of Monte Cristo)
- 1951: Den Hals in der Schlinge (Along the Great Divide)
- 1952: Flucht vor dem Feuer (The Blazing Forest)
- 1953: Der Cowboy von San Antone (San Antone)
- 1954: Verdammt ohne Gnade (The Law vs. Billy the Kid)
- 1954: Day of Triumph
- 1955: Drei Rivalen (The Tall Men)
- 1955: Die Barrikaden von San Antone (The Last Command)
- 1955: König der Schauspieler (Prince of Players)
- 1955: Tarantula
- 1956: Die Furchtlosen (The Proud Ones)
- 1957: Das Geheimnis des steinernen Monsters (The Monolith Monsters)
- 1958: Verräter unter uns (Money, Women and Guns)
- 1961: Die gnadenlosen Vier (Posse from Hell)